# 広西料理

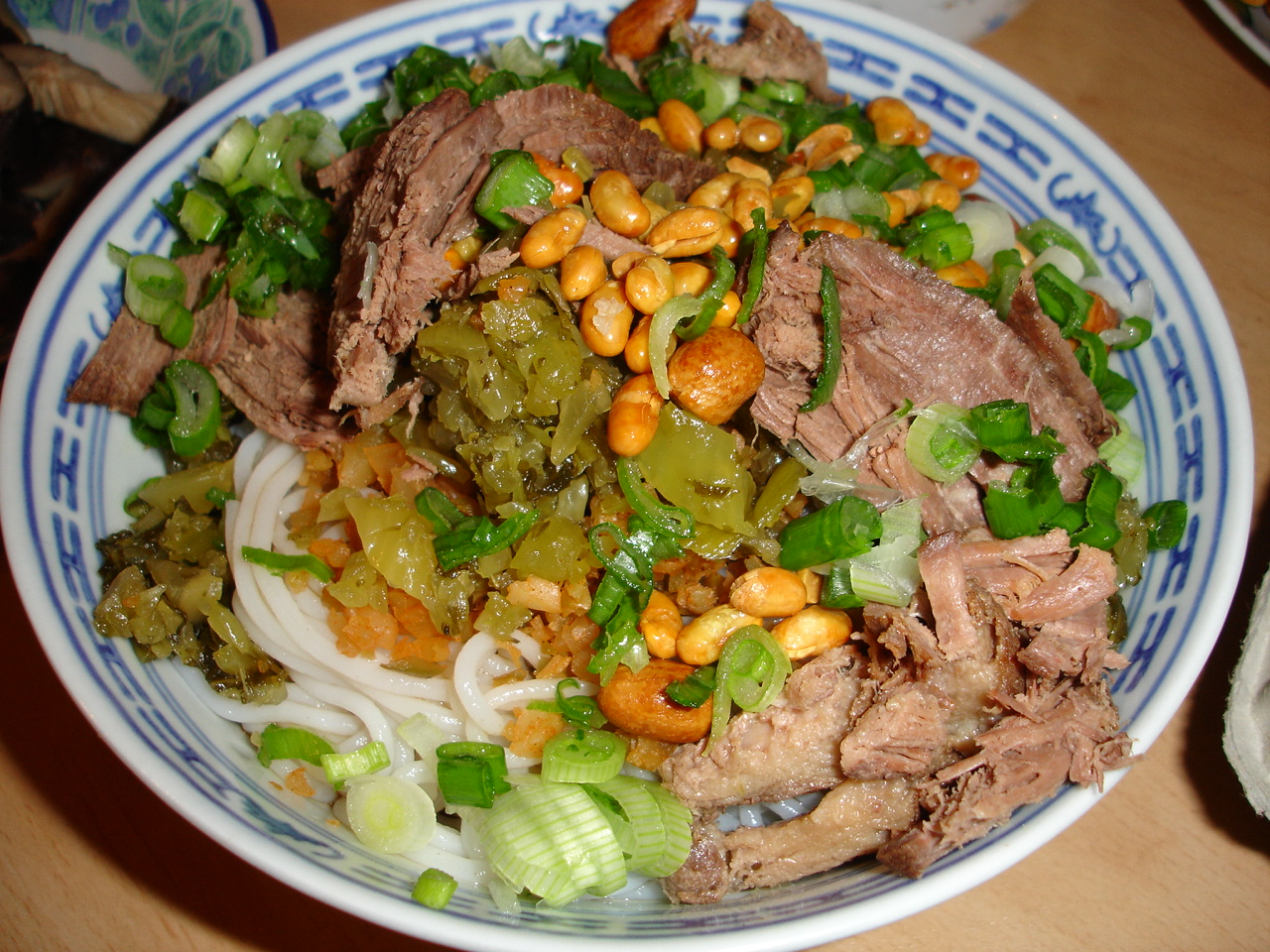
桂林ビーフン

広西料理（こうせいりょうり）は、中国の広西チワン族自治区の料理である。桂菜ともいわれる。広西チワン族自治区は雲南省と広東省の間に位置し、北部の大半は貴州省と接しているため、食習慣もこれらの地域の影響を受けており、中でも広東料理の影響が最も大きい。広東料理のあっさりとした味、雲南料理の辛さ、貴州料理の酸辣味に影響を受けており、広東料理から雲南料理、貴州料理への特徴をもつと言える。多民族が居住しているため、少数民族の軽食や点心がることも特徴的である。都市部と地方部の料理には違いがある。  
広西料理は南北の2つのスタイルに分けられる。  
- 広西南部料理：広東料理と非常に似ている[3]。この広西料理は味が穏やかで、肉よりも魚介類を多く使用する。例としては、巴馬烤肉、白切鶏、檸檬鴨などがある。
- 広西北部料理：湖南料理や貴州料理との関連が深い。辛く、油っこく、酸味のある味が特徴で、唐辛子を多用する。例としては、ビール魚、螺螄粉、桂林ビーフンなどがある。この地域の料理では麺類がより一般的に使用される[4]。

## 分類
- 桂北菜 - 辛味が強く色が濃く、濃厚な味わいが特徴である。煮込み料理や蒸し煮料理が得意である。桂林、柳州が代表的である。
- 桂東南菜 - あっさりとして滑らかな味わいで、多様な食材を用いる。南寧、玉林、梧州が代表的である。
- 浜海菜 - 味付けや彩りを重視し、川魚、海鮮、家禽の調理を得意とする。北海、欽州、防城が代表的である。
- 少数民族菜 - 素材の味を活かした純粋な味わいで、山菜、野生の魚、地鶏、アヒルなどを巧みに用いる。百色、河池が代表的である。

## 料理の例
広西では、米粉と小麦粉の両方の麺が非常に人気がある。料理の例としては以下のものがある。  
- 桂林ビーフン
- ビール魚
- 老友粉
- 螺螄粉
- タロイモ豚肉巻き
- タニシ詰め
- レモン鴨